# Aleksandr Belov (basketballer)
Aleksandr Aleksandrovitsj Belov (Russisch: Александр Александрович Белов) (Leningrad, 9 november 1951 - Leningrad, 3 oktober 1978) was  een basketbalspeler, die speelde voor de Sovjet-Unie op de Olympische Spelen.

## Carrière
Belov was een Sovjet basketbalspeler die goud won met het Sovjet basketbal team op de Olympische Spelen in 1972, waar hij in de laatste seconde het winnende punt maakte. Hij was de ster speler van Spartak Leningrad. Hij leidde de club naar de Sovjet titel in 1975 en drie Saporta Cup finales in 1971, 1973 en 1975. Hij won de finales van 1973 en 1975. In 1972 kreeg hij de onderscheidingen Master of Sports van de Sovjet-Unie en de Orde van het Ereteken in 1972. Hij kreeg een plaats in de FIBA Hall of Fame in 2007.

## Privé
Belov overleed aan Sarcoom aan het hart in 1978. Aleksandr was getrouwd met basketbalster Aleksandra Ovtsjinnikova (sinds april 1977). Ze hadden geen kinderen. Sergej Belov, die ook een basketbalspeler was van het nationale team van de Sovjet-Unie, was de broer van Aleksandr Belov.

## Erelijst
- Landskampioen Sovjet-Unie: 1
  - Winnaar: 1975
  - Tweede: 1970, 1971, 1972, 1973, 1974, 1976, 1978
  - Derde: 1969
- Saporta Cup: 2
  - Winnaar: 1973, 1975
  - Runner-up: 1971
- Olympische Spelen: 1
  - Goud: 1972
  - Brons: 1976
- Wereldkampioenschap: 1
  - Goud: 1974
  - Brons: 1970
- Europees Kampioenschap: 2
  - Goud: 1969, 1971
  - Zilver: 1975